# Mata Roma
Mata Roma este un oraș în unitatea federativă Maranhão (MA), Brazilia.